# Marcus Morton
Pour les articles homonymes, voir Morton.
Marcus Morton (19 février 1784 - 6 février 1864) est un homme politique américain.
Il est gouverneur du Massachusetts sous l'étiquette démocrate à deux reprises, de 1840 à 1841 et de 1843 à 1844, ainsi qu'Acting Governor à la mort de William Eustis en 1825.